# Liste des circonscriptions électorales du North Yorkshire
Le comté du North Yorkshire,
(qui comprend l'Autorité unitaire de 
York)
est divisé en 8 Circonscription électorale
- 2 Borough constituencies
et 6 County constituencies.

## Circonscriptions
- † Conservateur
- ‡ Labour
- ¤ Liberal Democrat
- UKIP

| Circonscriptions               | Électeur | Majorité | Member of Parliament | Member of Parliament | Opposition | Opposition       | Map |
| ------------------------------ | -------- | -------- | -------------------- | -------------------- | ---------- | ---------------- | --- |
| Harrogate and Knaresborough CC | 76,408   | 16,371   |                      | Andrew Jones†        |            | Helen Flynn ¤    |     |
| Richmond (Yorks) CC            | 79,062   | 19,550   |                      | Rishi Sunak†         |            | Matthew Cooke    |     |
| Scarborough and Whitby CC      | 74,891   | 6,200    |                      | Robert Goodwill†     |            | Ian Mcinnes‡     |     |
| Selby and Ainsty CC            | 76,082   | 13,557   |                      | Nigel Adams†         |            | Mark Hayes‡      |     |
| Skipton and Ripon CC           | 76,645   | 20,761   |                      | Julian Smith†        |            | Malcolm Birks‡   |     |
| Thirsk and Malton CC           | 77,451   | 19,456   |                      | Kevin Hollinrake†    |            | Alan Avery‡      |     |
| York Central BC                | 75,351   | 6,716    |                      | Rachael Maskell‡     |            | Robert McIlveen† |     |
| York Outer CC                  | 78,561   | 13,129   |                      | Julian Sturdy†       |            | Joe Riches‡      |     |

## Changements de limites
| Ancien nom | Anciennes limites                               |
| --- | ----------------------------------------------- |
| 1. City of York BC 2. Harrogate and Knaresborough BC 3. Richmond (Yorks) CC 4. Ryedale CC 5. Scarborough and Whitby CC 6. Selby CC 7. Skipton and Ripon CC 8. Vale of York CC | Parliamentary constituencies in North Yorkshire |

La Commissions a recommandé que la région continu à être
divisé en 8 circonscriptions , mais largement redessiné dans sa partie sud-est enfin d'accueillir deux nouveaux sièges dans ce qui est maintenant York .
Ces changements ont été apportés pour l'Élections générales de 2010.
| Nom actuel | Limites actuelles                                  |
| --- | -------------------------------------------------- |
| 1. Harrogate and Knaresborough CC 2. Richmond (Yorks) CC 3. Scarborough and Whitby CC 4. Selby and Ainsty CC 5. Skipton and Ripon CC 6. Thirsk and Malton CC 7. York Central BC 8. York Outer CC | Proposed Revised constituencies in North Yorkshire |

## Résultats
| 2005 | 2010 | 2015 |
| ---- | ---- | ---- |
|      |      |      |